# La Cortina, Guerrero
La Cortina är en ort i Mexiko.   Den ligger i kommunen Ayutla de los Libres och delstaten Guerrero, i den södra delen av landet, 270 km söder om huvudstaden Mexico City. La Cortina ligger 1 112 meter över havet och antalet invånare är 180.
Terrängen runt La Cortina är huvudsakligen kuperad, men norrut är den bergig. Terrängen runt La Cortina sluttar västerut. Runt La Cortina är det ganska tätbefolkat, med 58 invånare per kvadratkilometer. Närmaste större samhälle är Ayutla de los Libres, 12,9 km väster om La Cortina. I omgivningarna runt La Cortina växer huvudsakligen savannskog.